# 巫女っちゃけん。
『巫女っちゃけん。』（みこっちゃけん）は、2017年に製作、2018年に一般公開された日本映画。

## 概要
福岡県福津市の宮地嶽神社を舞台に、将来の夢や希望を持たないアルバイト巫女の主人公が、ある日神社に現れた少年との出会いを通じて成長する姿を描く。
撮影は同神社をはじめとする福津市内で行われた。主演の広瀬アリスは撮影開始の1週間ほど前から同神社に滞在し、巫女としての所作や礼儀作法などを学んだが、広瀬が演じた主人公のしわすは巫女でありながら粗暴な性格をした人物という設定であるため、撮影の際は「今まで習った事は一切しないで下さい」と念を押されたという。
本作は2017年のアジアフォーカス・福岡国際映画祭にクロージング作品として、また第30回東京国際映画祭に特別招待作品として出展された。また翌2018年2月3日より全国ロードショーとして上映されたが、舞台となった福岡県のみ全国に先駆けて同年1月20日に公開されている。この福岡県先行公開にあわせ、宮地嶽神社にほど近いイオンモール福津では本作の公開を記念した「巫女っちゃけん神社」というブースが設けられ、同神社の分社として参拝できるミニ神社や、広瀬の等身大パネルなどが1月28日まで設置された。

## あらすじ
将来の夢もないまま就職活動中のしわすは、父親が宮司を務める神社で巫女のアルバイトをしている。幼いころに家を出た母親の存在がトラウマとなっているしわすは人間不信になっており、彼女は周囲の人々に反抗ばかりしていた。ある日、神社で食べ物やさい銭が盗まれる事件が起き、しわすが境内にいた5歳の少年の健太を捕まえるが、健太はしわすと同じく人間不信の悪童だった。

## 登場人物
- しわす - 広瀬アリス
粗雑な言動が目立つ宮地嶽神社のアルバイト巫女。就職活動を行っているが上手くいっていない。
- 健太 - 山口太幹
宮地嶽神社に現れた5歳の少年。周囲の人物に対して一切口を利かず、悪質な悪戯を繰り返す。
- 大鳥 - リリー・フランキー
しわすの父親。宮地嶽神社の宮司を務めている。
- 真紀 - 飯島直子
しわすの母親。しわすがまだ幼かったころに家を出て行った。
- 美和 - MEGUMI
健太の母親。シングルマザーであり、女手一つで健太を育てる一方、息子に躾の度を越えた虐待を行う。
- 他 - 原口あきまさ、川津明日香、仁村紗和、山崎萌香、矢吹春奈、ゴリけん ほか

## 主題歌
アレクサンドラ・スタン「フェイバリット・ゲーム」

## スタッフ
- 監督 - グ・スーヨン
- 脚本 - 具光然
- 原案 - グブラザーズ
- エグゼクティブプロデューサー - 岩熊正道・牧和男・久野新一・久保忠佳・牧野修司・中馬啓介・鵜殿高志・加賀田悦子・飯田雅裕・加園敏
- プロデューサー - 片岡公生・原田雅弘
- コ・プロデューサー - 秦秀明・中山稔己
- 撮影 - 小倉和彦
- 照明 - 丸山和志
- 録音 - 長島慎介
- 美術 - 仲前智治
- 編集 - 宮島竜治
- 音楽 - Lowland Jazz・小島裕規
- ラボ - IMAGICA
- MA - アオイスタジオ
- 撮影協力 - 福津市、福岡フィルムコミッション、福津市観光協会、福津市地域振興課 ほか
- 特別協力 - 宮地嶽神社
- 後援 - 一般財団法人仁泉指導会
- 企画 - モロトフカクテル・DESAFIADORES・トゥーセブンスエンターテイメント
- 制作プロダクション - モロトフカクテル
- 製作委員会メンバー - RKB毎日放送・イオンエンターテイメント・HNA・ギャンビット・Good不動産・ケー・エイチ・キャピタル・JVCケンウッド・ビクターエンターテインメント・DESAFIADORES・トゥーセブンスエンターテイメント・朝日新聞社・モロトフカクテル
- 配給 - スリーパーエージェント